# Spaans-Oost-Indië
Spaans-Oost-Indië was een term die gebruikt werd voor de Spaanse bezittingen in Zuidoost-Azië. Het gebied omvatte de huidige Filipijnen, Guam, Marianen, Palau, de Carolinen, delen van Formosa en de Molukken. Na de Spaans-Amerikaanse Oorlog in 1898 werden de meeste eilanden bezet door de Verenigde Staten, terwijl de rest verkocht werd aan Duitsland in het Duits-Spaans Verdrag in 1899.

## Geschiedenis
Op 6 maart 1521 ontdekte Ferdinand Magellaan de Marianen. Het eiland Guam noemde hij Isla de Ladrones (dieveneiland), omdat een deel van zijn voorraad van zijn kraak Trinidad er gestolen werd. Tien dagen later bereikten de Spanjaarden het eiland Homonhon, met 150 bemanningsleden. Daar ontmoetten ze de inheemse bevolking en met behulp van een tolk konden ze met hen communiceren.
Antonio de Mendoza, de eerste onderkoning van Nieuw-Spanje zocht een nieuwe handelsweg tussen Oost-Indië en Amerika door de Stille Oceaan. Hij zorgde ervoor dat Ruy López de Villalobos op ontdekkingsreis kon gaan in 1542-1543, hij zou de Filipijnen hun huidige naam bezorgden. Miguel López de Legazpi vestigde de eerste nederzetting San Miguel, dat intussen uitgegroeid is tot de grote stad Cebu City. Andrés de Urdaneta ontdekte een efficiënte zeilroute van de Filipijnen naar Mexico. In 1570 werd het inheemse Manilla veroverd en kort daarna begon de handel met het Manilla-Acapulcogaljoen.
De galjoenen vervoerden zijde, specerijen, zilver, goud en andere producten naar Mexico. Gekochte producten werden naar Veracruz verzonden en gingen van daar uit verder naar Spanje en de rest van Europa. De Spaans-Mexicaanse kolonisten brachten Spaanse en Mexicaanse gebruiken, talen, godsdiensten, voedsel en culturele tradities mee naar de Filipijnen, Guam en de Marianen.
Van 1606 tot 1663 onderhielden de Spanjaarden ook handelsrelaties met de Molukken. Er kwamen ook contacten met Japan en Sebastián Vizcaíno werd in 1611 gestuurd als ambassadeur tot Japan de handelspost sloot in 1630. In de noordoostelijke kustregio van Formosa (Taiwan) bouwden de Spanjaarden Fort Santo Domingo. Verschillende eilanden in de Stille Oceaan werden nog bezocht door Spaanse ontdekkingsreizigers, zoals Nieuw-Guinea, de Salomonseilanden en de Markiezeneilanden, maar er werden geen pogingen gedaan om ook deze te koloniseren.
De Spaanse overheersing werd kort onderbroken in 1762 toen Britse troepen Manilla veroverden tijdens de zevenjarige oorlog. De Britten slaagden er echter niet om de andere eilanden te controleren, dankzij de inspanningen van luitenant-gouverneur Simón de Anda y Salazar, die ervoor zorgde dat de rest van de archipel trouw bleef aan Spanje. Na de Vrede van Parijs kwam Manilla terug in Spaanse handen.
Na de oorlog veranderde Karel III de politieke structuur van de overzeese gebieden.